# Werner Moritz (Archivar)
Werner Moritz (* 17. Februar 1947 in Offenbach am Main; † 21. September 2015 in Heidelberg) war ein deutscher Archivar.

## Leben
Von 1957 bis 1966 besuchte W. Moritz  das Carl-Schurz-Realgymnasiumin Sachsenhausen, Frankfurt a./M. Ab 1966 studierte er Germanistik, Geschichte und Politik in Frankfurt und Marburg. 1977 promovierte er zum Dr. phil. und arbeitete im Anschluss bis 1979 als Archivreferendar sowohl am Hessischen Staatsarchiv Darmstadt als auch an der Archivschule Marburg. 1984 wurde er zum Archivoberrat am Staatsarchiv Marburg befördert. Ab 1996 bis 2010 war er Direktor des Universitätsarchivs Heidelberg. Zu seiner Verabschiedung in den Ruhestand wurde seine verdienstvolle Arbeit für das kulturelle und wissenschaftliche Gedächtnis der Ruperto Carola gewürdigt.

## Schriften (Auswahl)
- Kranken- und Armenpflege in Hessen. Dokumente aus acht Jahrhunderten. Ausstellung der Hessischen Staatsarchive zum Hessentag 1980 in Grünberg. Marburg 1980, OCLC 256238039.
- Die bürgerlichen Fürsorgeanstalten der Reichsstadt Frankfurt a. M. im späten Mittelalter. Frankfurt am Main 1981, ISBN 3-7829-0239-4.
- Herman Grimm 1828–1901. Ausstellung des Hessischen Staatsarchivs Marburg vom 20. März bis zum 14. Mai 1986. Marburg 1986, ISBN 3-88964-126-1.
- Kleine Schriften. Heidelberg 2007, ISBN 3-89735-498-5.